# 沃爾納特鎮區 (愛荷華州波爾克縣)
沃爾納特鎮區（英語：Walnut Township）是位於美國愛荷華州波爾克縣的一個行政鎮區。

## 地方資料
根據2010年美國人口普查的數據，沃爾納特鎮區的面積為69.06平方千米，當中陸地面積為67.25平方千米，而水域面積為1.81平方千米。當地共有人口66174人，而人口密度為每平方千米958.21人。